# Великий Консепсьйон

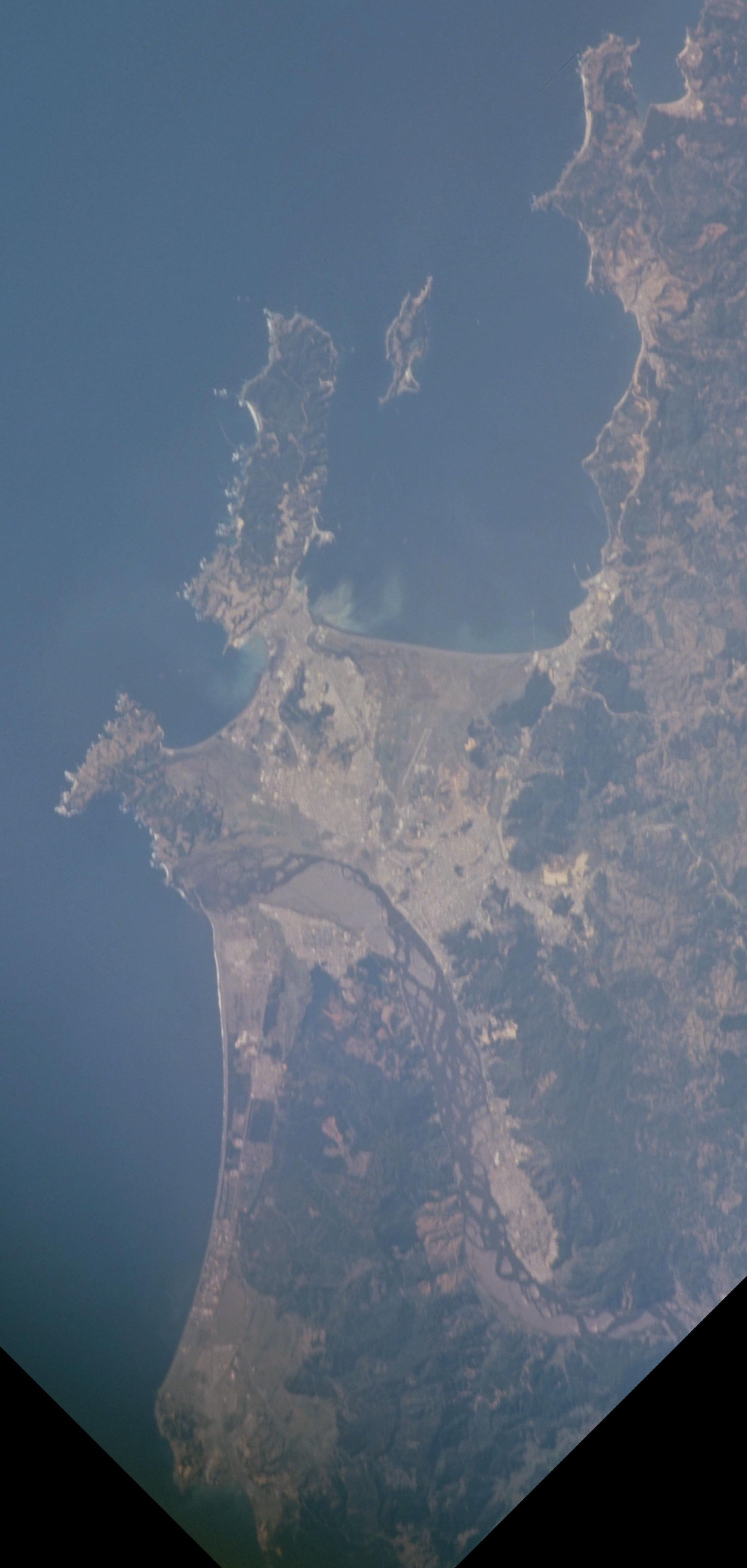
Супутниковий знімок агломерації

Великий Консепсьйон (ісп. Gran Concepción, GC)  — агломерація на сході Чилі. Включає в себе столицю Консепсьйон та прилеглі передмістя на території провінції Консепсьйон. Станом на 2017 рік населення Великого Консепсьйона становить 1,001 млн. мешканців, що робить його третім за розміром у Чилі після агломерацій Сантьяго та Вальпараісо.  

## Склад агломерації
До агломерації входять такі муніципалітети:
- Консепсьйон
- Талькауано
- Чігуайанте
- Сан-Педро-де-ла-Пас
- Лота
- Коронель
- Томе
- Уалькі
- Уальпен
- Пенко